# SME (人工衛星)
SME（Solar Mesosphere Explorer、太陽中間圏探査機）、またはエクスプローラー64号はアメリカ合衆国の人工衛星。オゾン層の生成・破壊プロセスを調査することが目的だった。オゾン、水蒸気、太陽放射を観測する5つの観測機器を搭載している。
1981年10月6日にヴァンデンバーグ空軍基地からデルタロケットによって打ち上げられた。衛星は1989年4月4日までデータを送信し続けた。1991年3月5日に大気圏再突入。